# Phường 11, Phú Nhuận
Phường 11 là một phường thuộc quận Phú Nhuận, Thành phố Hồ Chí Minh, Việt Nam.

## Địa lý
Phường 11 nằm ở trung tâm quận Phú Nhuận, có vị trí địa lý:
- Phía đông giáp Quận 3 với ranh giới là kênh Nhiêu Lộc – Thị Nghè
- Phía tây giáp Phường 10
- Phía nam giáp Phường 13 và Quận 3
- Phía bắc giáp Phường 8, Phường 15 và Phường 17.

Phường có diện tích 0,39 km², dân số năm 2021 là 15.418 người,  mật độ dân số đạt 39.533 người/km².

## Hành chính
Phường 11 được chia thành 7 khu phố đánh số từ 1 đến 7 với 77 tổ dân phố.

## Lịch sử
Trước năm 1975, địa bàn Phường 11 hiện nay là một phần ấp Tây Nhì thuộc xã Phú Nhuận, quận Tân Bình, tỉnh Gia Định.
Sau khi miền Nam giải phóng, thành phố Sài Gòn - Gia Định được thành lập, xã Phú Nhuận được tách ra khỏi quận Tân Bình để thành lập quận Phú Nhuận thuộc thành phố Sài Gòn - Gia Định. Lúc này, ấp Tây Nhì cũng được đổi thành phường Tây Nhì thuộc quận Phú Nhuận. Tuy nhiên, đến năm 1976, phường Tây Nhì giải thể và chia thành ba phường mới thuộc quận Phú Nhuận là Phường 10, Phường 11 và Phường 12.
Ngày 9 tháng 12 năm 2020, Ủy ban thường vụ Quốc hội ban hành Nghị quyết 1111/NQ-UBTVQH14 về việc sắp xếp các đơn vị hành chính cấp huyện, cấp xã và thành lập thành phố Thủ Đức thuộc Thành phố Hồ Chí Minh (nghị quyết có hiệu lực từ ngày 1 tháng 1 năm 2021). Theo đó, sáp nhập toàn bộ 0,16 km² diện tích tự nhiên và 6.859 người của Phường 12 vào Phường 11.